# 144 000 (число)
144 000 (сто сорок четыре тысячи) — число десятичной системы счисления, имеющее символическое значение в некоторых религиях и традициях. Мистическое значение числа связывается некоторыми авторами с возможностью его представления как произведение числа 12 с самим собой, помноженное на тысячу, где оба числа сами по себе имеют мистическое значение.

## Символическое значение

### Символическое значение в Библии
Число 144000 неоднократно упоминается в Книге Откровения в Библии:

И я слышал число запечатлённых: запечатлённых было сто сорок четыре тысячи из всех колен сынов Израилевых.
— Откр. 7:4 в Синодальном переводе Священного Писания
Многие исследователи Библии полагают, что число 144000 является символическим и выражает высшую степень полноты: 12 x 12 x 1000. Согласно другим мнениям, число 144 000 связано с особой группой «спасшихся», но не единственной.
Свидетели Иеговы верят, что после Армагеддона 144 тысячи избранных будут взяты на небо, а остальные праведники обретут мир на земле. При этом живущие на земле свидетели Иеговы не будут принимать участия в уничтожении злых людей в Армагеддоне, но будут наблюдателями того, как это сделает Бог; однако воскресшие к небесной жизни свидетели Иеговы — из числа «помазанников» или 144 000 — примут под руководством Иисуса Христа непосредственное участие в истреблении злых уже как «духовные личности».
Существовавшая в России секта скопцов верила, что когда их число достигнет ста сорока четырёх тысяч, на земле наступит страшный суд, за которым будет торжество последователей скопчества.
Интересно, что если сравнить перечень 12 колен Израиля со списком из книги Бытие 49 глава, то наблюдаются нестыковки.
В списке 12 колен Израиля из Откровения 7 главы отсутствует колено Дана, которое есть в списке Бытие 49:16-17. Так же интересна ситуация с коленом Иосифа. В списке Откровения 7:6,8 перечисляется 2 колена: колено Манассии и колено Иосифа. Согласно книге Бытие 48:1-5 Манассия является сыном Иосифа, соответственно, он входит в колено Иосифа.

### Значение в календаре майя

Символ бактуна в мифологии майя

В календаре майя 144000 дням (394 годам и 190 дням) соответствовал бактун. 21 декабря 2012 года завершился тринадцатый бактун по летоисчислению майя. Согласно мифам майя, наш мир — уже четвёртый из всех сотворённых ранее богом. Однако он является первым, в который бог поместил человечество. Предыдущий мир просуществовал ровно 13 бактунов (около 5125 лет).